# Melezza
Die Melezza ist ein rechter Nebenfluss der Maggia. Das Gewässer entspringt am Pizzo la Scheggia, durchfließt den oberen Teil des Valle Vigezzo im italienischen Piemont als Melezzo Orientale (östlicher Melezzo) sowie anschließend das Centovalli im Schweizer Kanton Tessin als Melezza und mündet nach rund 42 km in die Maggia.
Südwestlich der Quelle des Melezzo Orientale entspringt der Melezzo Occidentale (westlicher Melezzo), der anfangs parallel verläuft, bevor er bei Druogno nach Westen abknickt, das Valle Vigezzo durchfließt und schließlich bei Domodossola in den Toce mündet.
Bei Palagnedra ist die Melezza zum Stausee von Palagnedra aufgestaut. Der Staudamm wurde 1952 fertiggestellt und ist 72 Meter hoch.

## Verlauf
Der Fluss entspringt auf etwa 1880 m s.l.m. als Melezzo Orientale beim Rifugio Regi auf der Alpe Forno unterhalb des Pizzo la Scheggia auf dem Gemeindegebiet von Santa Maria Maggiore. Er fließt anfangs steil der Einmündung des rechtsseitigen Valle Cortino und des linksseitigen Valle del Melezzo entgegen, die bei der Alpsiedlung Coier ihr Wasser dem Melezzo zuführen. In der Talsohle bildet er nun nach Südosten fließend eine steile Schlucht zwischen dem Monte Mater und der La Cima. Zwischen den Dörfern Santa Maria Maggiore auf der rechten und Toceno auf der linken Seite tritt er ins Valle Vigezzo ein und wendet sich nach Osten.
Der Melezzo Orientale passiert auf kurzer Strecke das Gemeindegebiet von Craveggia, bevor er beim Dorf Malesco zuerst rechtsseitig die Loana und unmittelbar danach linksseitig den Isornino aufnimmt. Ihn begleiten nun, meist am linken Ufer, die Bahnstrecke Ribellasca–Domodossola und die Strada Statale 337 della Val Vigezzo. Er passiert Villette und wendet sich bei Re unterhalb des Monte Netto nach Nordosten. Es folgen die Fraktionen Dissimo und Olgia der Gemeinde Re, die am Hang über dem Fluss liegen, während das Tal immer schmaler wird. Bei Olgia verengt sich sein Tal zur Schlucht, und er markiert hier bis zur Fraktion Ribellasca für rund 1,8 Kilometer die Staatsgrenze. Beim Tessiner Weiler Ribellasca an der Einmündung des Ri de Ribellasca (italienisch Rio di Spago) tritt er in der Gemeinde Centovalli ganz auf Schweizer Boden über und wird nun Melezza genannt.

Melezza-Schlucht, von der Brücke oberhalb Golino abwärts. Historisches Bild von Leo Wehrli (1922)

Sie erreicht das Centovalli und wird nun von der Centovallibahn und der Hauptstrasse 560 stets linksseitig begleitet. Kurz nach der Grenze wird sie bei Camedo zum Lago di Palagnedra gestaut. Zwischen Palagnedra und Verdasio verlässt sie den Stausee und durchfließt eine tiefe, bewaldete Schlucht. Sie nimmt den von Bordei herabkommenden Ri della Serra von rechts auf und passiert danach die Dörfer Corcapolo und Calezzo, die am linken Talhang liegen. Am Ende der Schlucht zwischen Intragna und Golino mündet linksseitig mit dem Isorno aus dem Onsernonetal der wichtigste Zufluss ein, wobei sie gleichzeitig die Gemeindegrenze zu Terre di Pedemonte übertritt.
Die Melezza durchfließt nun ein breiteres Tal nach Osten südlich in zwei Bögen vorbei an Cavigliano, Verscio und Tegna, rechtsufrig liegt erst die Gemeinde Centovalli, danach Losone. Hier wechselt sie mehrmals das Gemeindegebiet, da die Grenze dem alten Flusslauf folgt. Schließlich fließt sie auf 210 m ü. M. am Fuße der Cardada von rechts in die Maggia, die kurz darauf in den Lago Maggiore mündet.

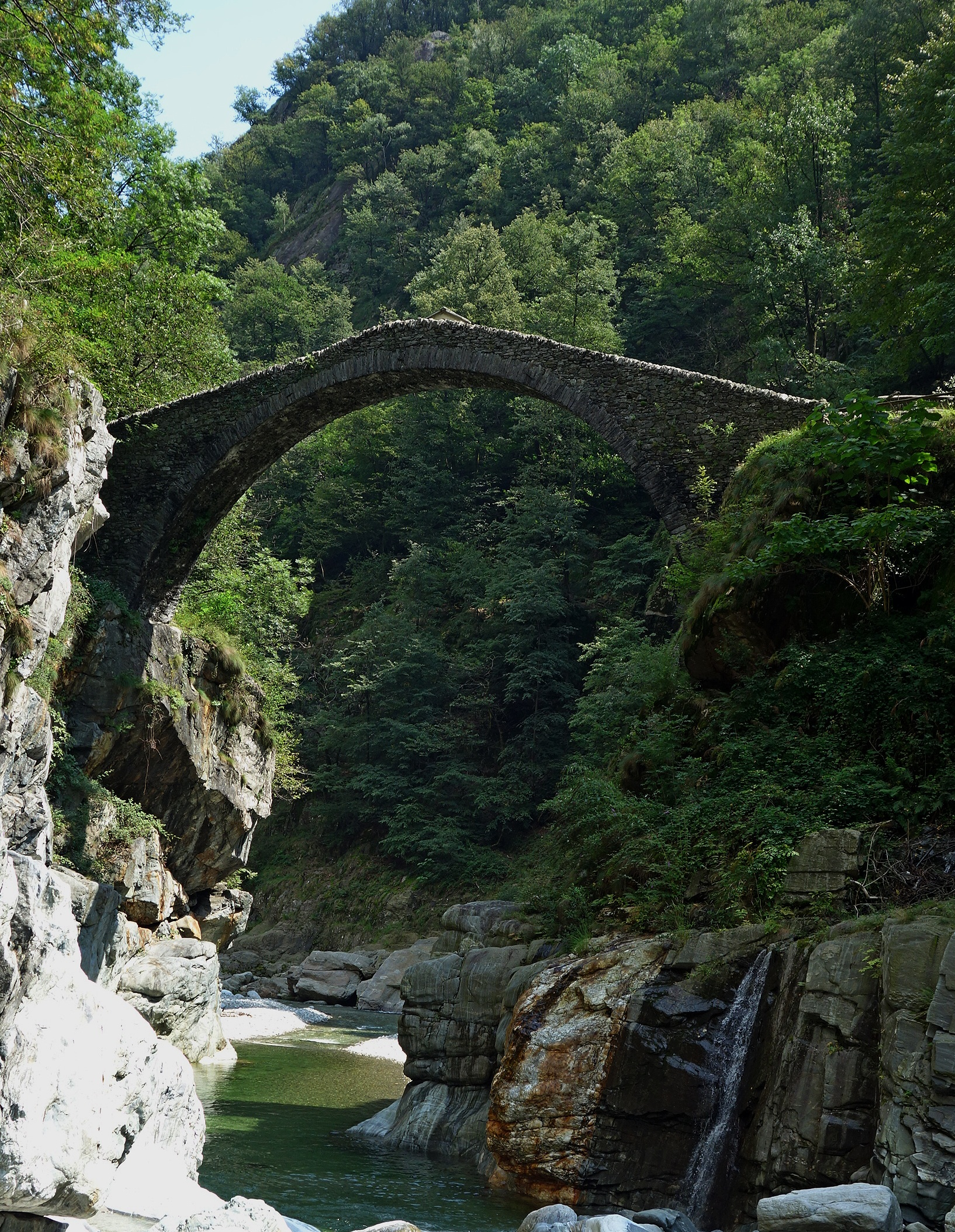
Die Römerbrücke von unten gesehen

## Römerbrücke bei Calezzo
Die 36 Meter lange und 26 Meter hohe Römerbrücke (italienisch: Ponte Romano) über die Melezza ist die älteste noch existierende Brücke der Region (erbaut 1578), eine steinerne Fußgängerbrücke bei Calezzo. Sie wurde 1578 unter der Leitung der Architektenbrüder Giuseppe und Pietro Beretta di Brissago erbaut und 1989 vollständig restauriert. Die Brücke ist unter der Nummer 05486 im Schweizerischen Inventar der Kulturgüter von nationaler und regionaler Bedeutung aufgeführt.